# At the Drive-In / Sunshine
Albums de At the Drive-In
Sunshine
Vaya
(1999) Relationship of Command
(2000)
At the Drive-In / Sunshine est un EP commun aux groupes américain de post-hardcore At the Drive-In et tchèque d'electronica Sunshine, publié le 13 avril 2000 par le label indépendant Big Wheel Recreation.

## Liste des chansons
| 1. | Streamlined                                          | 4:59 |
| 2. | Streamlined (Dead Elektro Mix; remixé par Bit BobTM) | 5:34 |
| 3. | Streamlined (Line Mix; remixé par T-Boom)            | 6:05 |

| 4. | Extracurricular | 4:00 |
| 5. | Autorelocater   | 5:00 |